# アディスアベバ条約
アディスアベバ条約（英: Treaty of Addis Ababa）は、エチオピア帝国が有利となる条件で第一次エチオピア戦争を正式に終結させるために1896年10月23日に締結された講和条約である。
この条約は、同年3月のアドワの戦いでエチオピア皇帝メネリク2世が率いるエチオピア軍がイタリア軍に対して決定的な勝利を収めた後に交渉されたエチオピアとイタリア王国との間の秘密協定に代わるものだった。最も重要なイタリアの譲歩はウッチャリ条約の破棄とエチオピアの独立承認だった。
この条約における譲歩を受け、来暦年が終わる前に、エチオピアと国境を接する植民地を持っていたイギリスとフランスもまた同様の条約をエチオピアと締結した。フランスは1897年1月後半に調印して、イギリスとの条約は1897年5月14日に調印された。

## 条約の交渉
ウッチャリ条約のイタリア語の文章において、エチオピアは全ての外交をイタリアを通して行うように義務付けられており、エチオピアがイタリアの保護国にさせられたかのような内容だったが、アムハラ語の文章においては、単にエチオピアはイタリア政府を通して第三国と交渉できる選択肢を与えられたに過ぎなかった。アムハラ語の文章との乖離を知った皇帝メネリク2世がイタリアに騙されたと考えたため、両国で開戦するに至った。さらに、1889年の条約調印から1895年に開戦するまで、イタリアが注意深くエチオピア領に侵入していた。
一方で、アドワの戦いの勝利で、3,000人のイタリア兵士を捕虜にして、勝利軍がエリトリアのイタリア軍の残存部隊の士気を失わせた。後者では、今にも海に追い立てられると恐れられていた。さらに、イタリア本国に敗戦の報せが届くと、フランチェスコ・クリスピ首相が辞任させられた。エチオピア皇帝メネリク2世は強い立場で交渉に臨んだ。
最初、イタリアはメネリク2世に対してウッチャリ条約の破棄と新たな平和と友好の条約を提示したが（it:Tommaso Salsa少佐が3月11日に提示した）、皇帝は「いかなる国の保護国にもなるつもりはない」と、自らの決意を貫いていた。Harold Marcusによれば、皇帝はエチオピアの独立を保つために開戦したのであり、宗主国を変えるためではなかった。皇帝はこの提案に激怒して、秘密の休戦に戻すように要求して、それまでSalsa少佐を捕虜にすると述べた。
8月23日まで、イタリアはウッチャリ条約の無条件破棄とエチオピア独立を認めなかったが、イタリアがこの点で譲歩すれば、たちまち交渉が進んだ。イタリアの捕虜は、「（Marcus曰く）合理的で安全な捕らわれの身」を享受し、やがて本国に送還され、イタリアは1,000万リラを彼らの補償として支払ったとされる。驚くことに、全てではないが、イタリアは自らが獲得した、the Mareb-Belessa と May/Muni riversを越える領土のほとんどを維持したという。アビシニアの君主制主義者によれば、メネリク2世は有史以前からエチオピア帝国の一部として扱われていたティグレ地方のほとんどを手放したとされる。
さらに、エチオピア本土とエリトリアとの国境は一連の協定（1900年、1902年、1908年）で定義された。